# 4e étape du Tour d'Espagne 2023
Pour un article plus général, voir Tour d'Espagne 2023.
La 4e étape du Tour d'Espagne 2023 se déroule le mardi 29 août 2023 entre Andorre-la-Vieille en Andorre et Tarragone en Catalogne sur une distance de 183,4 km.

## Parcours
Le départ fictif de la 4e étape a lieu à Andorre-la-Vieille, la capitale de la principauté d'Andorre. Le km 0 de cette étape se situe en Andorre à environ 1 km de la frontière hispano-andorrane. La frontière passée, le parcours en Catalogne s'oriente globalement vers le sud de cette région à travers un relief vallonné ponctué de deux cols de 3e catégorie. Le sommet de la dernière difficulté répertoriée, le Coll de Lilla, se situe à une trentaine de kilomètres en majorité descendants vers la ligne d'arrivée tracée sur l'Avenida Catalunya, dans la ville de Tarragone, le long de la Costa Dorada.

## Déroulement de la course
Dès le départ de l'étape, l'Argentin Eduardo Sepúlveda (Lotto Dstny), porteur du maillot à pois par procuration, et les Espagnols Ander Okamika (Burgos-BH) et David González López (Caja Rural-Seguros RGA) forment l'échappée du jour. Le peloton emmené par les équipiers des sprinteurs contrôlent l'écart qui ne dépasse guère les deux minutes. Les échappés sont repris par le peloton à une vingtaine de kilomètres de l'arrivée. Par de longues et larges lignes droites, le peloton se dirige groupé vers l'arrivée à Tarragone. Une chute a lieu à quatre kilomètres du terme. Le sprint est remporté par l'Australien Kaden Groves (Alpecin-Deceuninck) qui remonte le Colombien Sebastián Molano (UAE Emirates). Pour la première fois, un coureur argentin (Eduardo Sepúlveda) est en tête d'un classement annexe (meilleur grimpeur) sur un Grand Tour.

## Résultats

### Classement de l'étape
| \| Classement de l'étape \| Classement de l'étape \| Classement de l'étape \| Classement de l'étape \| Classement de l'étape \| \| Coureur \| Coureur \| Pays \| Équipe \| Temps \| \| --------------------- \| --------------------- \| --------------------- \| ------------------------ \| --------------------- \| \| 1er \| Kaden Groves \| Australie \| Alpecin-Deceuninck \| 4 h 05 min 41 s \| \| 2e \| Sebastián Molano \| Colombie \| UAE Team Emirates \| + 0 s \| \| 3e \| Edward Theuns \| Belgique \| Lidl-Trek \| + 0 s \| \| 4e \| Milan Menten \| Belgique \| Lotto Dstny \| + 0 s \| \| 5e \| Dries Van Gestel \| Belgique \| TotalEnergies \| + 0 s \| \| 6e \| Orluis Aular \| Venezuela \| Caja Rural-Seguros RGA \| + 0 s \| \| 7e \| Hugo Page \| France \| Intermarché-Circus-Wanty \| + 0 s \| \| 8e \| Lewis Askey \| Royaume-Uni \| Groupama-FDJ \| + 0 s \| \| 9e \| Sean Flynn \| Royaume-Uni \| Team DSM-Firmenich \| + 0 s \| \| 10e \| Andrea Vendrame \| Italie \| AG2R Citroën Team \| + 0 s \| |                  |             |                          |                 |
| |                  |             |                          |                 |
| Source : ProCyclingStats |                  |             |                          |                 |
| Classement de l'étape |                  |             |                          |                 |
| Coureur | Coureur          | Pays        | Équipe                   | Temps           |
| 1er | Kaden Groves     | Australie   | Alpecin-Deceuninck       | 4 h 05 min 41 s |
| 2e | Sebastián Molano | Colombie    | UAE Team Emirates        | + 0 s           |
| 3e | Edward Theuns    | Belgique    | Lidl-Trek                | + 0 s           |
| 4e | Milan Menten     | Belgique    | Lotto Dstny              | + 0 s           |
| 5e | Dries Van Gestel | Belgique    | TotalEnergies            | + 0 s           |
| 6e | Orluis Aular     | Venezuela   | Caja Rural-Seguros RGA   | + 0 s           |
| 7e | Hugo Page        | France      | Intermarché-Circus-Wanty | + 0 s           |
| 8e | Lewis Askey      | Royaume-Uni | Groupama-FDJ             | + 0 s           |
| 9e | Sean Flynn       | Royaume-Uni | Team DSM-Firmenich       | + 0 s           |
| 10e | Andrea Vendrame  | Italie      | AG2R Citroën Team        | + 0 s           |

### Points attribués pour le classement par points
| Sprint intermédiaire N-240 (km 164) | Sprint intermédiaire N-240 (km 164) | Sprint intermédiaire N-240 (km 164) | Sprint intermédiaire N-240 (km 164) | Sprint intermédiaire N-240 (km 164) |
| ----------------------------------- | ----------------------------------- | ----------------------------------- | ----------------------------------- | ----------------------------------- |
|                                     | Coureur                             | Pays                                | Équipe                              | Point(s)                            |
| 1er                                 | Ander Okamika                       | Espagne                             | Burgos-BH                           | 20                                  |
| 2e                                  | David González López                | Espagne                             | Caja Rural-Seguros RGA              | 17                                  |
| 3e                                  | Marijn van den Berg                 | Pays-Bas                            | EF Education-EasyPost               | 15                                  |
| 4e                                  | Andrea Vendrame                     | Italie                              | AG2R Citroën                        | 13                                  |
| 5e                                  | Marc Soler                          | Espagne                             | UAE Emirates                        | 10                                  |
| modifier                            |                                     |                                     |                                     |                                     |

| Arrivée d'étape Tarragone (km 184,6) | Arrivée d'étape Tarragone (km 184,6) | Arrivée d'étape Tarragone (km 184,6) | Arrivée d'étape Tarragone (km 184,6) | Arrivée d'étape Tarragone (km 184,6) |
| ------------------------------------ | ------------------------------------ | ------------------------------------ | ------------------------------------ | ------------------------------------ |
|                                      | Coureur                              | Pays                                 | Équipe                               | Point(s)                             |
| 1er                                  | Kaden Groves                         | Australie                            | Alpecin-Deceuninck                   | 50                                   |
| 2e                                   | Sebastián Molano                     | Colombie                             | UAE Emirates                         | 30                                   |
| 3e                                   | Edward Theuns                        | Belgique                             | Lidl-Trek                            | 20                                   |
| 4e                                   | Milan Menten                         | Belgique                             | Lotto Dstny                          | 18                                   |
| 5e                                   | Dries Van Gestel                     | Belgique                             | TotalEnergies                        | 16                                   |
| 6e                                   | Orluis Aular                         | Venezuela                            | Caja Rural-Seguros RGA               | 14                                   |
| 7e                                   | Hugo Page                            | France                               | Intermarché-Circus-Wanty             | 12                                   |
| 8e                                   | Lewis Askey                          | Grande-Bretagne                      | Groupama-FDJ                         | 10                                   |
| 9e                                   | Sean Flynn                           | Grande-Bretagne                      | DSM-firmenich                        | 8                                    |
| 10e                                  | Andrea Vendrame                      | Italie                               | AG2R Citroën                         | 7                                    |
| 11e                                  | Felix Engelhardt                     | Allemagne                            | Jayco AlUla                          | 6                                    |
| 12e                                  | Remco Evenepoel                      | Belgique                             | Soudal Quick-Step                    | 5                                    |
| 13e                                  | Aleksandr Vlasov                     |                                      | Bora-Hansgrohe                       | 4                                    |
| 14e                                  | Hugo Hofstetter                      | France                               | Arkéa-Samsic                         | 3                                    |
| 15e                                  | Nélson Oliveira                      | Portugal                             | Movistar                             | 2                                    |
| modifier                             |                                      |                                      |                                      |                                      |

### Points attribués pour le classement du meilleur grimpeur
| Alto de Belltall (km 130,8) 3e catégorie (9,3 km à 3,7%) | Alto de Belltall (km 130,8) 3e catégorie (9,3 km à 3,7%) | Alto de Belltall (km 130,8) 3e catégorie (9,3 km à 3,7%) | Alto de Belltall (km 130,8) 3e catégorie (9,3 km à 3,7%) | Alto de Belltall (km 130,8) 3e catégorie (9,3 km à 3,7%) |
| -------------------------------------------------------- | -------------------------------------------------------- | -------------------------------------------------------- | -------------------------------------------------------- | -------------------------------------------------------- |
|                                                          | Coureur                                                  | Pays                                                     | Équipe                                                   | Point(s)                                                 |
| 1er                                                      | Eduardo Sepúlveda                                        | Argentine                                                | Lotto Dstny                                              | 3                                                        |
| 2e                                                       | David González López                                     | Espagne                                                  | Caja Rural-Seguros RGA                                   | 2                                                        |
| 3e                                                       | Ander Okamika                                            | Espagne                                                  | Burgos-BH                                                | 1                                                        |
| modifier                                                 |                                                          |                                                          |                                                          |                                                          |

| Coll De Lilla (km 154) 3e catégorie (5,2 km à 4,9%) | Coll De Lilla (km 154) 3e catégorie (5,2 km à 4,9%) | Coll De Lilla (km 154) 3e catégorie (5,2 km à 4,9%) | Coll De Lilla (km 154) 3e catégorie (5,2 km à 4,9%) | Coll De Lilla (km 154) 3e catégorie (5,2 km à 4,9%) |
| --------------------------------------------------- | --------------------------------------------------- | --------------------------------------------------- | --------------------------------------------------- | --------------------------------------------------- |
|                                                     | Coureur                                             | Pays                                                | Équipe                                              | Point(s)                                            |
| 1er                                                 | Eduardo Sepúlveda                                   | Argentine                                           | Lotto Dstny                                         | 3                                                   |
| 2e                                                  | Ander Okamika                                       | Espagne                                             | Burgos-BH                                           | 2                                                   |
| 3e                                                  | David González López                                | Espagne                                             | Caja Rural-Seguros RGA                              | 1                                                   |
| modifier                                            |                                                     |                                                     |                                                     |                                                     |

### Bonifications
|   | Coureur              | Pays     | Équipe                 | Secondes |
| - | -------------------- | -------- | ---------------------- | -------- |
| 1 | Ander Okamika        | Espagne  | Burgos-BH              | 6 s      |
| 2 | David González López | Espagne  | Caja Rural-Seguros RGA | 4 s      |
| 3 | Marijn van den Berg  | Pays-Bas | EF Education-EasyPost  | 2 s      |

|   | Coureur          | Pays      | Équipe             | Secondes |
| - | ---------------- | --------- | ------------------ | -------- |
| 1 | Kaden Groves     | Australie | Alpecin-Deceuninck | 10 s     |
| 2 | Sebastián Molano | Colombie  | UAE Emirates       | 6 s      |
| 3 | Edward Theuns    | Belgique  | Lidl-Trek          | 4 s      |

### Prix de la combativité
- Ander Okamika (Burgos-BH)

## Classements à l'issue de l'étape

### Classement général
| \| Classement général \| Classement général \| Classement général \| Classement général \| Classement général \| \| Coureur \| Coureur \| Pays \| Équipe \| Temps \| \| ------------------ \| ------------------ \| ------------------ \| ------------------ \| ------------------ \| \| 1er \| Remco Evenepoel \| Belgique \| Soudal Quick-Step \| 12 h 48 min 52 s \| \| 2e \| Enric Mas \| Espagne \| Movistar Team \| + 5 s \| \| 3e \| Lenny Martinez \| France \| Groupama-FDJ \| + 11 s \| \| 4e \| Jonas Vingegaard \| Danemark \| Jumbo-Visma \| + 31 s \| \| 5e \| Aleksandr Vlasov \| Bannière neutre \| Bora-Hansgrohe \| + 33 s \| \| 6e \| Cian Uijtdebroeks \| Belgique \| Bora-Hansgrohe \| + 33 s \| \| 7e \| Romain Bardet \| France \| Team DSM-Firmenich \| + 35 s \| \| 8e \| Primož Roglič \| Slovénie \| Jumbo-Visma \| + 37 s \| \| 9e \| Juan Ayuso \| Espagne \| UAE Team Emirates \| + 38 s \| \| 10e \| Marc Soler \| Espagne \| UAE Team Emirates \| + 42 s \| |                   |                 |                    |                  |
| |                   |                 |                    |                  |
| Source : ProCyclingStats |                   |                 |                    |                  |
| Classement général |                   |                 |                    |                  |
| Coureur | Coureur           | Pays            | Équipe             | Temps            |
| 1er | Remco Evenepoel   | Belgique        | Soudal Quick-Step  | 12 h 48 min 52 s |
| 2e | Enric Mas         | Espagne         | Movistar Team      | + 5 s            |
| 3e | Lenny Martinez    | France          | Groupama-FDJ       | + 11 s           |
| 4e | Jonas Vingegaard  | Danemark        | Jumbo-Visma        | + 31 s           |
| 5e | Aleksandr Vlasov  | Bannière neutre | Bora-Hansgrohe     | + 33 s           |
| 6e | Cian Uijtdebroeks | Belgique        | Bora-Hansgrohe     | + 33 s           |
| 7e | Romain Bardet     | France          | Team DSM-Firmenich | + 35 s           |
| 8e | Primož Roglič     | Slovénie        | Jumbo-Visma        | + 37 s           |
| 9e | Juan Ayuso        | Espagne         | UAE Team Emirates  | + 38 s           |
| 10e | Marc Soler        | Espagne         | UAE Team Emirates  | + 42 s           |

| Classement par points | Classement par points | Classement par points | Classement par points | Classement par points |
| Coureur               | Coureur               | Pays                  | Équipe                | Points                |
| --------------------- | --------------------- | --------------------- | --------------------- | --------------------- |
| 1er                   | Kaden Groves          | Australie             | Alpecin-Deceuninck    | 75 pts                |
| 2e                    | Andrea Vendrame       | Italie                | AG2R Citroën Team     | 62 pts                |
| 3e                    | Andreas Kron          | Danemark              | Lotto Dstny           | 30 pts                |
| 4e                    | Sebastián Molano      | Colombie              | UAE Team Emirates     | 30 pts                |
| 5e                    | Remco Evenepoel       | Belgique              | Soudal Quick-Step     | 25 pts                |
| 6e                    | Marijn van den Berg   | Pays-Bas              | EF Education-EasyPost | 24 pts                |
| 7e                    | Marc Soler            | Espagne               | UAE Team Emirates     | 21 pts                |
| 8e                    | Andrea Piccolo        | Italie                | EF Education-EasyPost | 20 pts                |
| 9e                    | Ander Okamika         | Espagne               | Burgos-BH             | 20 pts                |
| 10e                   | Edward Theuns         | Belgique              | Lidl-Trek             | 20 pts                |

| Classement par points | Classement par points | Classement par points | Classement par points | Classement par points |
| Coureur               | Coureur               | Pays                  | Équipe                | Points                |
| --------------------- | --------------------- | --------------------- | --------------------- | --------------------- |
| 1er                   | Kaden Groves          | Australie             | Alpecin-Deceuninck    | 75 pts                |
| 2e                    | Andrea Vendrame       | Italie                | AG2R Citroën Team     | 62 pts                |
| 3e                    | Andreas Kron          | Danemark              | Lotto Dstny           | 30 pts                |
| 4e                    | Sebastián Molano      | Colombie              | UAE Team Emirates     | 30 pts                |
| 5e                    | Remco Evenepoel       | Belgique              | Soudal Quick-Step     | 25 pts                |
| 6e                    | Marijn van den Berg   | Pays-Bas              | EF Education-EasyPost | 24 pts                |
| 7e                    | Marc Soler            | Espagne               | UAE Team Emirates     | 21 pts                |
| 8e                    | Andrea Piccolo        | Italie                | EF Education-EasyPost | 20 pts                |
| 9e                    | Ander Okamika         | Espagne               | Burgos-BH             | 20 pts                |
| 10e                   | Edward Theuns         | Belgique              | Lidl-Trek             | 20 pts                |

| Classement de la montagne | Classement de la montagne | Classement de la montagne | Classement de la montagne | Classement de la montagne |
| Coureur                   | Coureur                   | Pays                      | Équipe                    | Points                    |
| ------------------------- | ------------------------- | ------------------------- | ------------------------- | ------------------------- |
| 1er                       | Eduardo Sepúlveda         | Argentine                 | Lotto Dstny               | 16 pts                    |
| 2e                        | Remco Evenepoel           | Belgique                  | Soudal Quick-Step         | 10 pts                    |
| 3e                        | Matteo Sobrero            | Italie                    | Team Jayco AlUla          | 6 pts                     |
| 4e                        | Javier Romo               | Espagne                   | Astana Qazaqstan Team     | 6 pts                     |
| 5e                        | Jonas Vingegaard          | Danemark                  | Jumbo-Visma               | 6 pts                     |
| 6e                        | Damiano Caruso            | Italie                    | Bahrain Victorious        | 6 pts                     |
| 7e                        | Juan Ayuso                | Espagne                   | UAE Team Emirates         | 4 pts                     |
| 8e                        | Lennard Kämna             | Allemagne                 | Bora-Hansgrohe            | 4 pts                     |
| 9e                        | Andreas Kron              | Danemark                  | Lotto Dstny               | 3 pts                     |
| 10e                       | Ander Okamika             | Espagne                   | Burgos-BH                 | 3 pts                     |

| Classement de la montagne | Classement de la montagne | Classement de la montagne | Classement de la montagne | Classement de la montagne |
| Coureur                   | Coureur                   | Pays                      | Équipe                    | Points                    |
| ------------------------- | ------------------------- | ------------------------- | ------------------------- | ------------------------- |
| 1er                       | Eduardo Sepúlveda         | Argentine                 | Lotto Dstny               | 16 pts                    |
| 2e                        | Remco Evenepoel           | Belgique                  | Soudal Quick-Step         | 10 pts                    |
| 3e                        | Matteo Sobrero            | Italie                    | Team Jayco AlUla          | 6 pts                     |
| 4e                        | Javier Romo               | Espagne                   | Astana Qazaqstan Team     | 6 pts                     |
| 5e                        | Jonas Vingegaard          | Danemark                  | Jumbo-Visma               | 6 pts                     |
| 6e                        | Damiano Caruso            | Italie                    | Bahrain Victorious        | 6 pts                     |
| 7e                        | Juan Ayuso                | Espagne                   | UAE Team Emirates         | 4 pts                     |
| 8e                        | Lennard Kämna             | Allemagne                 | Bora-Hansgrohe            | 4 pts                     |
| 9e                        | Andreas Kron              | Danemark                  | Lotto Dstny               | 3 pts                     |
| 10e                       | Ander Okamika             | Espagne                   | Burgos-BH                 | 3 pts                     |

| Classement du meilleur jeune | Classement du meilleur jeune | Classement du meilleur jeune | Classement du meilleur jeune | Classement du meilleur jeune |
| Coureur                      | Coureur                      | Pays                         | Équipe                       | Temps                        |
| ---------------------------- | ---------------------------- | ---------------------------- | ---------------------------- | ---------------------------- |
| 1er                          | Remco Evenepoel              | Belgique                     | Soudal Quick-Step            | 12 h 48 min 52 s             |
| 2e                           | Lenny Martinez               | France                       | Groupama-FDJ                 | + 11 s                       |
| 3e                           | Cian Uijtdebroeks            | Belgique                     | Bora-Hansgrohe               | + 33 s                       |
| 4e                           | Juan Ayuso                   | Espagne                      | UAE Team Emirates            | + 38 s                       |
| 5e                           | João Almeida                 | Portugal                     | UAE Team Emirates            | + 42 s                       |
| 6e                           | Thymen Arensman              | Pays-Bas                     | Ineos Grenadiers             | + 45 s                       |
| 7e                           | Sean Quinn                   | États-Unis                   | EF Education-EasyPost        | + 1 min 39 s                 |
| 8e                           | Attila Valter                | Hongrie                      | Jumbo-Visma                  | + 2 min 17 s                 |
| 9e                           | Diego Camargo                | Colombie                     | EF Education-EasyPost        | + 2 min 20 s                 |
| 10e                          | Abel Balderstone             | Espagne                      | Caja Rural-Seguros RGA       | + 2 min 36 s                 |

| Classement du meilleur jeune | Classement du meilleur jeune | Classement du meilleur jeune | Classement du meilleur jeune | Classement du meilleur jeune |
| Coureur                      | Coureur                      | Pays                         | Équipe                       | Temps                        |
| ---------------------------- | ---------------------------- | ---------------------------- | ---------------------------- | ---------------------------- |
| 1er                          | Remco Evenepoel              | Belgique                     | Soudal Quick-Step            | 12 h 48 min 52 s             |
| 2e                           | Lenny Martinez               | France                       | Groupama-FDJ                 | + 11 s                       |
| 3e                           | Cian Uijtdebroeks            | Belgique                     | Bora-Hansgrohe               | + 33 s                       |
| 4e                           | Juan Ayuso                   | Espagne                      | UAE Team Emirates            | + 38 s                       |
| 5e                           | João Almeida                 | Portugal                     | UAE Team Emirates            | + 42 s                       |
| 6e                           | Thymen Arensman              | Pays-Bas                     | Ineos Grenadiers             | + 45 s                       |
| 7e                           | Sean Quinn                   | États-Unis                   | EF Education-EasyPost        | + 1 min 39 s                 |
| 8e                           | Attila Valter                | Hongrie                      | Jumbo-Visma                  | + 2 min 17 s                 |
| 9e                           | Diego Camargo                | Colombie                     | EF Education-EasyPost        | + 2 min 20 s                 |
| 10e                          | Abel Balderstone             | Espagne                      | Caja Rural-Seguros RGA       | + 2 min 36 s                 |

| Classement par équipes | Classement par équipes | Classement par équipes | Classement par équipes |
| Équipe                 | Équipe                 | Pays                   | Temps                  |
| ---------------------- | ---------------------- | ---------------------- | ---------------------- |
| 1re                    | Jumbo-Visma            | Pays-Bas               | 37 h 52 min 23 s       |
| 2e                     | UAE Team Emirates      | Émirats arabes unis    | + 5 s                  |
| 3e                     | Bora-Hansgrohe         | Allemagne              | + 32 s                 |
| 4e                     | Bahrain Victorious     | Bahreïn                | + 2 min 20 s           |
| 5e                     | Soudal Quick-Step      | Belgique               | + 2 min 41 s           |
| 6e                     | Ineos Grenadiers       | Royaume-Uni            | + 3 min 06 s           |
| 7e                     | EF Education-EasyPost  | États-Unis             | + 3 min 30 s           |
| 8e                     | Movistar Team          | Espagne                | + 4 min 03 s           |
| 9e                     | Arkéa-Samsic           | France                 | + 8 min 31 s           |
| 10e                    | Caja Rural-Seguros RGA | Espagne                | + 12 min 12 s          |

| Classement par équipes | Classement par équipes | Classement par équipes | Classement par équipes |
| Équipe                 | Équipe                 | Pays                   | Temps                  |
| ---------------------- | ---------------------- | ---------------------- | ---------------------- |
| 1re                    | Jumbo-Visma            | Pays-Bas               | 37 h 52 min 23 s       |
| 2e                     | UAE Team Emirates      | Émirats arabes unis    | + 5 s                  |
| 3e                     | Bora-Hansgrohe         | Allemagne              | + 32 s                 |
| 4e                     | Bahrain Victorious     | Bahreïn                | + 2 min 20 s           |
| 5e                     | Soudal Quick-Step      | Belgique               | + 2 min 41 s           |
| 6e                     | Ineos Grenadiers       | Royaume-Uni            | + 3 min 06 s           |
| 7e                     | EF Education-EasyPost  | États-Unis             | + 3 min 30 s           |
| 8e                     | Movistar Team          | Espagne                | + 4 min 03 s           |
| 9e                     | Arkéa-Samsic           | France                 | + 8 min 31 s           |
| 10e                    | Caja Rural-Seguros RGA | Espagne                | + 12 min 12 s          |

## Abandons
Aucun abandon.